# Paramágnesség
Több anyagban (pl. alumíniumban és szobahőmérsékletű oxigénben) észlelhető mágneses jelenség: külső mágneses mező hatására egy irányba rendeződik bennük az atomok mágneses nyomatéka, s együttesen erősítik a külső mágneses mezőt.
A paramágneses anyagok mágneses szuszceptibilitása pozitív, inhomogén külső mezőben a mező forrása felé vonzódnak.
A paramágnesség felhasználható a mágneses hűtés céljaira.
A folyékony oxigén - paramágneses tulajdonsága miatt - feltapad az erős mágnesekre.
A hőmérséklettől független paramágnesesség (temperature-independent paramagnetism, TIP) pálya paramágnesesség, ami független a hőmérséklettől.
Bizonyos anyagokban a TIP paramágnesessé teheti a molekulákat, annak ellenére, hogy az elektronok az alapállapotban mind párosítottak, ha van olyan alacsonyan fekvő gerjesztett állapot, amelyre az elektronok könnyen átkerülhetnek.